# Miomantinae
Miomantinae  è una sottofamiglia di insetti Mantoidei della famiglia Mantidae.
Comprende 2 tribù: Miomantini e Rivetinini.

## Tassonomia
- Sottofamiglia Miomantinae
  - tribù Miomantini
    - genere Arria Stal, 1877
    - genere Cilnia Stal, 1876
    - genere Miomantis Saussure, 1870
    - genere Neocilnia Beier, 1930
    - genere Paracilnia Werner, 1909
    - genere Parasphendale Schulthess-Schildler, 1898
    - genere Sphodropoda Stal, 1871
    - genere Taumantis Giglio-Tos, 1917
    - genere Trachymantis Giglio-Tos, 1917
    - genere Zopheromantis Tindale, 1924

  - tribù Rivetinini
    - genere Bolivaria Stal, 1877
    - genere Carvilia Stal, 1876
    - genere Deiphobe Stal, 1877
    - genere Deiphobella Giglio-Tos, 1916
    - genere Eremoplana Stal, 1871
    - genere Euchomena Saussure, 1870
    - genere Geomantis  Pantel, 1896
    - genere Geothespis Giglio-Tos, 1916
    - genere Gretella Werner, 1923
    - genere Indothespis Werner, 1935
    - genere Ischnomantis Stal, 1871
    - genere Microthespis Werner, 1908
    - genere Pararivetina Beier, 1930
    - genere Pseudempusa Brunner v. W., 1893
    - genere Rivetina  Berland & Chopard, 1922
    - genere Rivetinula La Greca, 1977
    - genere Solygia Stal, 1877
    - genere Teddia Burr, 1899

### Specie presenti in Italia
Le uniche specie di questa sottofamiglia presenti in Italia sono Geomantis larvoides e Rivetina baetica.